# P/2011 P1 (Макнота)
P/2011 P1 (Макнота) — одна з короткоперіодичних комет родини Юпітера. Відкрита 1 серпня 2011 року Робертом Макнотом. На момент відкриття мала зоряну величину 18,5m.